# Ambassadøren (tv-serie)
 Ikke at forveksle med Ambassadøren.
Ambassadøren er en dansk komedieserie produceret af Viaplay. Serien udkom i februar 2020. Serien er en af tre versioner fra Viaplay Group, hvor den også findes i en norsk og svensk udgave.

## Plot
Med ambassadør Tina Friis-Thomsen i spidsen vil personalet på den danske ambassade i Mexico City vise og promovere Danmarks allerbedste sider. Ambassadørens eget mål er dog at promovere sig selv.

## Medvirkende
| Skuespiller               | Rolle                                         |
| ------------------------- | --------------------------------------------- |
| Lisbeth Wulff             | Tina Friis-Thomsen, dansk ambassadør i Mexico |
| Casper Crump              | Andreas, medie- og kommunikationschef         |
| Benedikte Hansen          | Birgitte, daglig leder på ambassaden          |
| Özlem Saglanmak           | Ida, repræsentant fra Eksportrådet            |
| Thue Ersted Rasmussen     | Axel, ambassadeattaché                        |
| Sarah Francesca Brænne    | Ronja, praktikant                             |
| Simone Lykke              | Jeanette, medarbejder på ambassaden           |
| Annika Ryberg Whittembury | Naoli Bolaño, WCP ambassadør                  |
| Cristóbal Pinto           | Sanchez, Mexicos forsvarsminister             |